# Tula
Tula (rusky Тула) je město v evropské části Ruska, administrativní centrum Tulské oblasti a okresu města Tula. V roce 1976 byla Tula jmenována městem-hrdinou. Nachází se na severu Středoruské vysočiny na břehu řeky Upy a leží 193 km jižně od Moskvy. Vzdálenost od severu k jihu je 30 km a od západu na východ 25 km.
V roce 2014 proběhl průzkum, který zjišťoval, ve kterém ruském městě nebo obci se žije nejlépe. V kategorii administrativních center Ruské federace skončila Tula na třetím místě.
První písemná zmínka o Tule je v Nikonovské kronice a vztahuje se k roku 1146. Na území města se nachází kulturněhistorické památky, které jsou velmi hodnotné a jsou nedílnou součástí celosvětového kulturního dědictví. V Tule je více než 300 objektů kulturního dědictví; jedná se o díla architektonická, urbanistická, historická, díla sochařského umění a archeologie. Cestovní ruch v Tule je založen na třech odvětvích, které vycházejí z kořenů historie města: zbrojnictví, samovary a pernikářství. Tato tři odvětví mají v Tule svá muzea: Muzeum zbraní, jedno z největších svého druhu v Rusku, Muzeum samovarů a Muzeum tulského perníku. Další chloubou města je Tulský kreml, který je tvořen nejstaršími budovami ve městě, architektonickými památkami z 16. století. Ve vzdálenosti 14 km jihozápadně od Tuly se nachází muzeum Lva Nikolajeviče Tolstého v Jasné Poljaně, unikátní středobod ruské historie a kultury, jenž odkazuje na největšího spisovatele a myslitele 19.–20. století.
Tula je významné centrum průmyslu, vědy a kultury a důležitý dopravní uzel s počtem obyvatel 485 930 (2016), v celém městském okruhu žije 551 642 obyvatel (2016). Hustota zalidnění v Tule je 3432 obyv./km². Ve dvojměstí Tula–Novomoskovsk žije kolem milionu obyvatel. Územím města nebo v jeho těsné blízkosti vedou důležité dopravní trasy Moskva – Krym, Kaluga – Tula – Michajlov – Rjazaň, a velké trasy železnice Moskva – Donbas, Tula – Kozelsk, jež spojují Tulu s dalšími ruskými regiony a s blízkými i vzdálenějšími státy. Z města vedou železniční trasy do Moskvy, Orlu, Kalugy, Uzlovuja a Kozelska.
Pro ekonomiku Tuly je nejdůležitější průmysl, daňové příjmy z něj činí kolem 50 % rozpočtu města. Pro ekonomiku a sociální život Tuly jsou významní také drobní podnikatelé a obchodníci. Živnostníků je v Tule více než 50 tisíc. Škála exportu a importu zboží a nabídka služeb je široká, od potravinářských výrobků po strojírenské výrobky a těžební technologie. K 1. lednu 2016 bylo v Tule 0,51 % registrovaných nezaměstnaných. 

## Historie

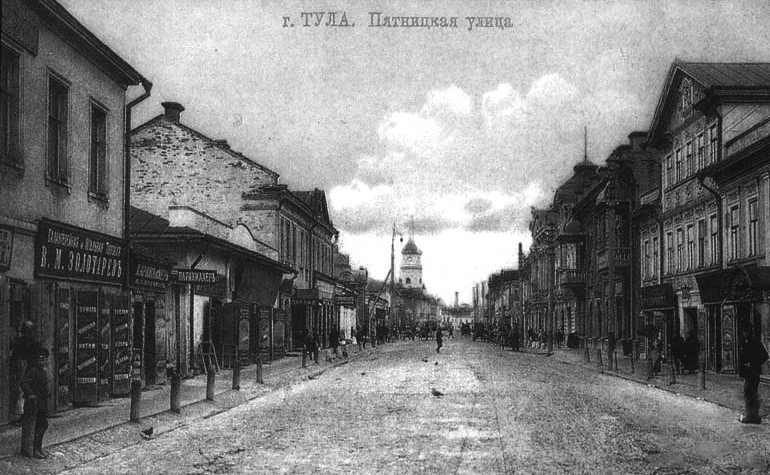
Pjatnická ulice v Tule (19. století)

První zmínky o Tule pocházejí již ze 14. století, přesto však někteří historikové věří že je ještě starší; považují ji za legendární Taidulu z roku 1146. Ve středověku byla Tula menší pevností Rjazaňského knížectví. Od roku 1503 spadala pod knížectví Moskevské, v roce 1530 zde byl vystavěn kreml. Během válek s Tatary získala Tulská pevnost větší význam, roku 1552 zde byl odražen útok Krymských Tatarů.
Koncem 16. století se zde začaly vyrábět zbraně, na začátku 18. století tu pak Petr Veliký založil specializovaný zbrojní závod, první svého druhu v Evropě. Na konci roku 1917 se zde dostali k moci bolševici. Během 2. světové války tu probíhaly těžké boje, přesto se Tula ubránila a nacisté se tudy k Moskvě nedostali. Po válce získala titul „město-hrdina“.
Ráno 21. ledna 2024 se Tula stala cílem ukrajinského dronového útoku, zasažena byla továrna Ščeglovskij Val na výrobu samohybných protiletadlových systému Pansir-S1.

## Fyzicko-geografická sféra
Hlavním vodním tokem je řeka Upa, která je pravým přítokem Oky. Na území Tuly do ní se vlévají tři přítoky, Tulica, Voronka a Běžka. Všechny lesní plochy v Tule byly uměle zalesněny, mezi stromy se nejčastěji vyskytují lípy, topoly, břízy, javory, jasany, duby, kaštany a modříny. Na okraji města jsou větší lesní plochy, které jsou pozůstatky strategického zalesňování z 16.–17. století. 

## Klima
V Tule je mírné kontinentální klima, pro které jsou charakteristická teplá léta s průměrnou teplotou v červenci +19,4 °C a mírně chladné zimy. Průměrná teplota v únoru je −7,3 °C. Roční úhrn srážek je 500–700 mm, z toho v létě kolem 220 mm, na podzim 160 mm, v zimě a na jaře 120 a 110 mm. Směr proudění větrů je převážně jižní, západní nebo jihozápadní.
Teplotní rekord v Tule byl zaznamenán 6. srpna 2010, kdy teplota dosáhla +39,2 °C. Nejnižší teplota byla zaznamenána 2. února 1967 a činila −36,1 °C.
Klima v Tule (průměr let 1981–2010, rekordy za celou dobu sledování teplot – od roku 1959)
| Ukazatel              | Leden | Únor  | Březen | Duben | Květen | Červen | Červenec | Srpen | Září | Říjen | List. | Pros. | Ročně |
| Absolutní maximum, °C | 7     | 7,1   | 19     | 29    | 33,2   | 35     | 39       | 39,2  | 29,7 | 23,6  | 15,2  | 9,3   | 39,2  |
| Průměrné maximum, °C  | −4    | −3,8  | 2,3    | 11,9  | 19,1   | 22,6   | 25,1     | 23,2  | 17   | 9,4   | 1,3   | −3,3  | 10,1  |
| Průměrná teplota, °C  | −6,8  | −7,3  | −1,7   | 6,8   | 13,3   | 17,1   | 19,4     | 17,4  | 11,7 | 5,6   | −1,1  | −5,8  | 5,7   |
| Průměrné minimum, °C  | −9,7  | −10,9 | −5,5   | 1,8   | 7,4    | 11,4   | 13,9     | 12,1  | 7,1  | 2,3   | −3,4  | −8,4  | 1,5   |
| Absolutní minimum, °C | −34,3 | −36,1 | −32,2  | −15   | −4,3   | 1,9    | 4,6      | −1,1  | −6,8 | −13   | −26,3 | −33,2 | −36,1 |
| Průměrné srážky, mm   | 42    | 35    | 30     | 40    | 43     | 76     | 79       | 66    | 59   | 58    | 42    | 44    | 614   |

## Fauna a flora
V Tule se vyskytuje množství druhů ptactva, mezi nimi především vrabci, holubi, straky, havrani, kachny a kavky. Ze savců můžete v Tule vidět veverky, ježky a jeleny, kteří žijí v Tulském centrálním parku.

## Kultura a umění

### Architektura

#### Historické centrum Tuly
Jedno z nejstarších měst Kyjevské Rusi, Tula, je bohatá na rozmanité architektonické památky. Nejvýznamnější z nich je Tulský kreml z 16. století, který je nejstarší stavbou v Tule. Ve středověku byl Kreml centrem města a od něj se plánovaly další výstavby ve městě.
Historické centrum města začátkem 20. století tvořily nízké jedno až dvoupatrové obytné domy a obchody po dnešní Sovětskou ulici mezi Zarečenským a Čulkovským mostem. Kromě Kremlu se na tomto území centra naházela řada církevních staveb, které zosobňovaly kulturně-umělecké zvláštnosti architektury a malířství různých historických epoch.
Z těchto památek se dodnes dochoval chrám Zvěstování Panně Marii (1692), což je po Kremlu nejstarší budova v Tule, chrám Zesnutí přesvaté Bohorodice a chrám Zjevení Páně v Kremlu, ve druhém zmíněném jsou sklady muzea zbraní, chrám Zesnutí přesvaté Bohorodice a chrám Proměnění Páně bývalého kláštera, chrám Pokrovu přesvaté Bohorodice a chrám Nikity Novgorodského, které jsou dnes už zpustlé.
V první polovině 19. století došlo díky projektům architekta V. F. Fedosejeva ke zlepšení a obnově mnoha památek v Tule (Petropavlovský chrám, zvonice v katedrále Všech svatých, rekonstrukce Zbrojnice, budovy Šlechtického sněmu). Velmi zajímavé jsou architektonické památky obytných domů, zejména domy šlechtických a kupeckých rodin Livencových, Lugininových, Batašových a Dobryninových. Mnohé z nich jsou ze dřeva nebo z kombinace více materiálů.
Od 20. let 20. století se historické centrum Tuly začalo výrazně proměňovat a postupně mizet. V roce 1921 byl zavřený klášter Zesnutí přesvaté Bohorodice, některé budovy, které se v jeho areálu nacházely, byly zničeny, a to Znamenský chrám, zvonice, zdi a věže, většina budov kláštera a pohřebiště.
Chrám Zjevení páně byl za Sovětského svazu využíván jako sklad, poté jako budova námořnické školy. Chrám Zesnutí přesvaté Bohorodice sloužil jako sklad Státního archivu Tulské oblasti. Ve třicátých letech byly zničeny další chrámy v historickém centru města, konkrétně Kazaňský chrám Ikony Bohorodičky, chrám Zjevení páně, chrám povýšení svatého Kříže, chrám Nejsvětější trojice, chrám zasvěcený Uvedení Páně do chrámu, chrám Nikolovské kaple a zvonice chrámu Zesnutí přesvaté Bohorodice v Tulském kremlu. V polovině 70. let byla srovnána se zemí celá čtvrť v centru města, území mezi dnešními ulicemi Sovětskou, F. Engelse, Mendělejevskou a Turgeněvskou, a na vzniklé ploše bylo vybudováno náměstí Lenina a Bílý dům. Mnoho historických budov bylo zbouráno také na území dnešní ulice Dzeržinského, kde byly vystavěny moderní stavby, které nezapadají do celkového stylu centra města. Bývalé nábřeží obvodového kanálu řeky Upy severně od Kremlu bylo také zbořené a toto území se stalo součástí zbrojních závodů a vznikla zde skládka průmyslového odpadu.
Od 90. let se začaly objevovat plány a nápady na obnovení historického centra Tuly, ale žádný z nich nebyl uskutečněn.
V současnosti je nejvýznamnější součástí obnovy centra Tuly celková rekonstrukce Kremlu, která proběhla mezi lety 2010–2014, rekonstrukce zvonice chrámu Zesnutí přesvaté Bohorodice v Kremlu (2012–2014), a nábřeží řeky Upy (2012–souč.[kdy?]).

#### Významné stavby

##### Chrámy v Tule
Převážná většina kulturních památek v Tule je tvořena pravoslavnými chrámy různých architekturních stylů. Nejstarší chrámovou stavbou je chrám Zvěstování Panně Marii. Je to jediná tulská památka vystavěná v moskevském stylu 17. století tzv. „uzoročí“, pro který jsou typické malé chrámové stavby s pěti kopulemi jako je tento tulský chrám.
Jedním z nejlepších příkladů ruského baroka je chrám Zesnutí přesvaté Bohorodice a zvonice (1762–1764) v Tulském kremlu. K tomuto stylu také patří chrám Nanebevstoupení Páně v Zarečje a Nikolo-Zareckij chrám, který vystavěl Akinfij Demidov ve stylu petrovského baroka. Barokní prvky jsou také na chrámu svatých Flora a Lavra, který byl postaven na přelomu období baroka a klasicismu.
Nejtypičtějším příkladem ruského klasicismu v Tule je katedrála Všech svatých (1776–1800).
Ruská pseudogotika v Tule má zastoupení v katolickém chrámu Svatých apoštolů Petra a Pavla z 19. století.

##### Tulský kreml
Tulský kreml je jedinečná architektonická památka z 16. století (1514–1520), která se dochovala až do současnosti. Dlouhou dobu sloužil městu jako spolehlivá ochrana před nájezdy kočovníků. Kreml má devět věží, ve čtyřech z nich jsou brány do Kremlu, jsou to Sapsskaja, Odojevskaja, Nikitinskaja, Ivnovskaja věž, Věž Ivanské brány, věž Na pogrebu, Věž vodní brány, Naugolnaja a Pjatnickaja věže.
Kreml je město ve městě. V pevnosti žilo téměř celé obyvatelstvo, jak vojáci, tak měšťané. Podle katastrů z let 1625 a 1658 zde bylo koncem 17. století 107 dvorů a 197 obyvatel. Hlavní ulice v Tule je uvnitř Kremlu a jmenuje se Velká Kremlovská.
V areálu Kremlu se nachází dva chrámy. Barokní chrám Zesnutí přesvaté Bohorodice z roku 1766 a chrám Zjevení Páně, který byl vystaven v letech 1855–1862. Dnes v chrámu Zjevení Páně sídlí muzeum zbraní.
Mezi lety 2012 a 2014 proběhla rekonstrukce zvonice v chrámu Zesnutí přesvaté Bohorodice, která byla poničena ve třicátých letech.

### Muzea
V Tule se nachází řada významných muzeí a jejich činnost trvá už po desetiletí. Mezi návštěvníky jsou nejpopulárnější následující:

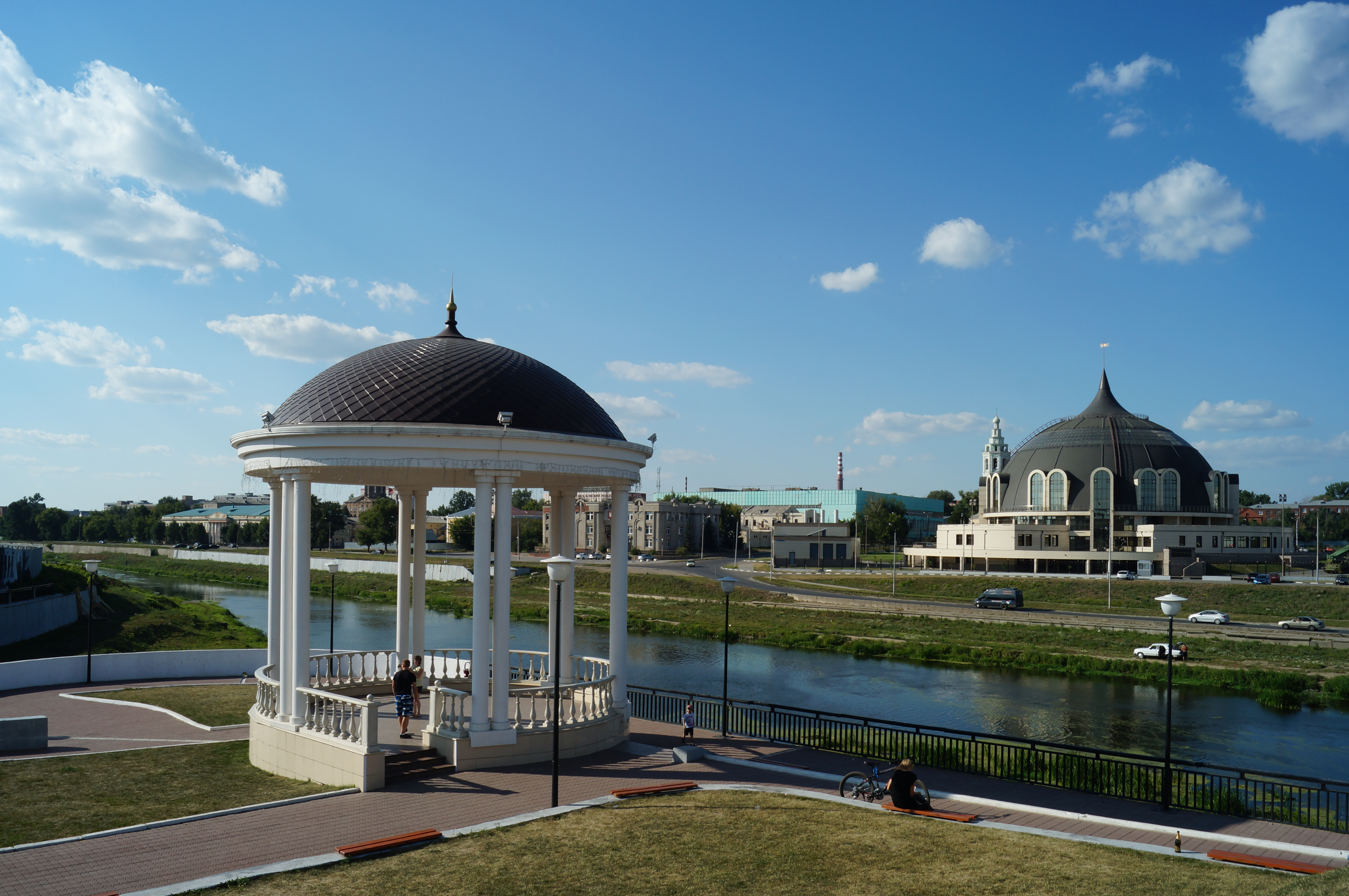
Muzeum zbraní za řekou Upou

Tulské státní muzeum zbraní, které je jedním z nejstarších muzeí v Rusku, je zapsáno v knize „100 muzeí světa“. Sbírka různých druhů zbraní se započala na příkaz Petra I. a v roce 1775 se Kateřina II. zasloužila o to, aby při tulském zbrojním závodě vznikl Dům vzácných a příkladných zbraní.
Muzeum Tulské samovary bylo založeno v roce 1990 v patrové budově, kterou v letech 1910–1911 postavil architekt V. N. Sirotkin na Mendělejevské ulici nedaleko Kremlu. Hlavní částí expozic tohoto muzea jsou sbírky samovarů z 18.–20. století. Za dlouhá léta muzeum nasbíralo mnoho exponátů samovarů díky činnosti sdružení Historicko-architektonických a literárních muzeí Tulské oblasti, do kterého patří i muzeum samovarů.
Muzeum Tulský perník vzniklo v roce 1996 v přístavbě zbrojířů a mistrů samovarnictví bratří Ljalinů. Muzeum vystavuje rozličné perníkové desky různých tvarů, mnohé z nich původně patřily vyhlášeným cukrářům Serikovovi a Kozlovovi. Dále jsou vystavovány obaly perníků, fotografie a vybavení domů tulských perníkářů. Samozřejmě jsou exponáty i samotné perníky, nachází se zde nejmenší i největší perník v celém Rusku.
V Tule se nachází jeden z nejstarších cirkusů v Rusku – Tulský státní cirkus. Současná budova cirkusu byla postavena v roce 1962 podle návrhu architekta B. D. Vasilijeva a její kapacita je 2000 lidí. Už rok po otevření cirkusu mělo premiéru představení „Cirkus na ledě“ a v roce 1963 se začalo hrát představení „Tula – Paříž, které získalo ve Francii cenu Pařížské akademie věd.
Dále se v Tule nachází vzpomínkové muzeum N. I. Běloborodova, vynálezce chromatické harmoniky, muzeum výtvarného umění a v blízkosti Tuly se nachází unikátní areál s neocenitelným historickým a kulturním významem, Dům-muzeum Lva Nikolajeviče Tolstého v Jasné Poljaně.

### Divadla
Hlavní divadelní scénou v Tule je Tulské státní akademické divadlo činohry Maxima Gorkého, jedno z nejstarších divadel v Rusku. Bylo založeno v roce 1777, kdy se Tula stala centrem gubernie, a o rok později divadlo navštívila imperátorka Kateřina II. V roce 1970 byla postavena nová budova divadla podle návrhu architektů A. Krasilnikova, A. popova a V. Šulrichtera. V této budově sídlí divadlo dodnes. Titul „akademické“ byl divadlu propůjčen v roce 1995.
Mezi další tulská divadla patří:
- Tulské krajské divadlo mladého diváka (založené v roce 1931)
- Tulská krajská filharmonie
- Tulské státní loutkové divadlo založené v roce 1937, je několikanásobným nositelem ocenění z ruských i mezinárodních festivalů
- Oblastní divadlo Ermitáž – jedinečné tulské oblastní divadlo. Dříve se jmenovalo Oblastní divadlo U brány Tolstého.
- Tulské komorní činoherní divadlo je nejnovějším divadlem v Tule, bylo založeno v květnu 2005.
- Divadlo módy „Kontura“ je umělecký prostor pro módní přehlídky a přehlídky kostýmů, založené koncem 80. let pod vedením Valerije Viktoroviče Suchova.

## Sport
- Arsenal Tula – fotbalový klub

## Slavní rodáci
- Marianne von Werefkinová (1860–1938), ruská malířka, představitelka expresionismu[5]
- Alexandr Kotov (1913–1981), sovětský šachový velmistr[6]
- Jevgenij Grišin (1931–2005), sovětský rychlobruslař, mistr Evropy a olympijský vítěz[7]
- Valerij Legasov (1936–1988), sovětský vědec, jaderný chemik, vedoucí vyšetřovací komise černobylské havárie[8]
- Valerij Poljakov (1942–2022), sovětský a později ruský kosmonaut[9]
- Alexej Vorobjov (* 1988), ruský zpěvák a herec[10]
- Andrej Kuzněcov (* 1991), ruský profesionální tenista[11]

## Partnerská města
- Albany, Spojené státy americké
- Banská Bystrica, Slovensko
- Kutaisi, Gruzie
- Mogilev, Bělorusko
- Villingen-Schwenningen, Německo

## Galerie

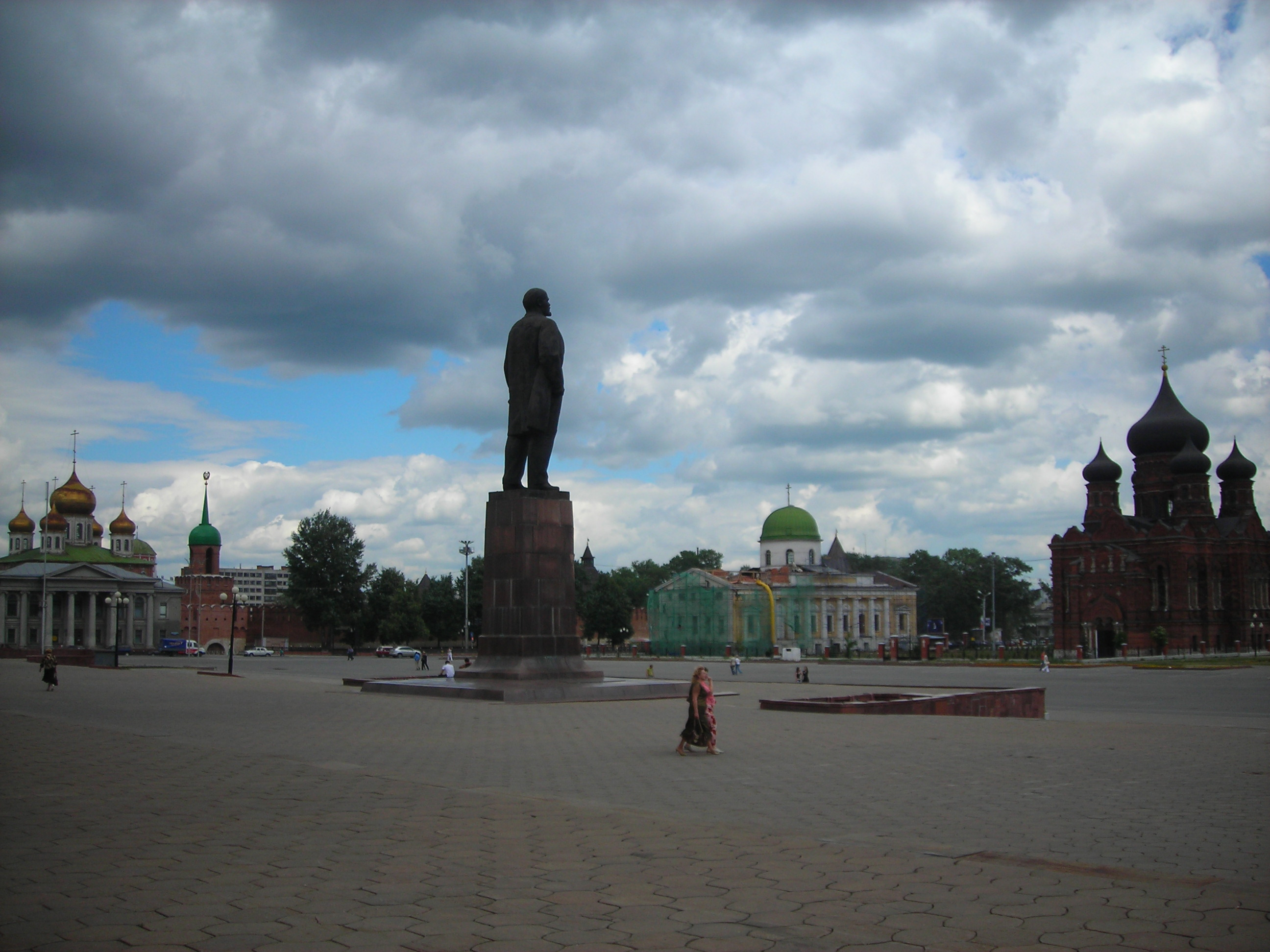
Centrální náměstí Lenina
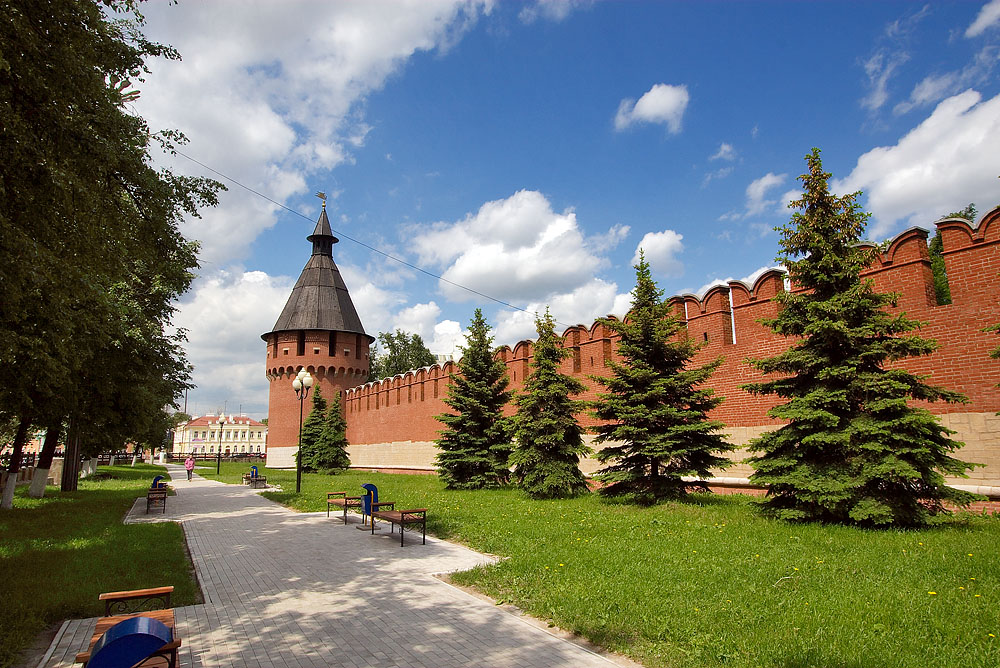
Kremelské hradby
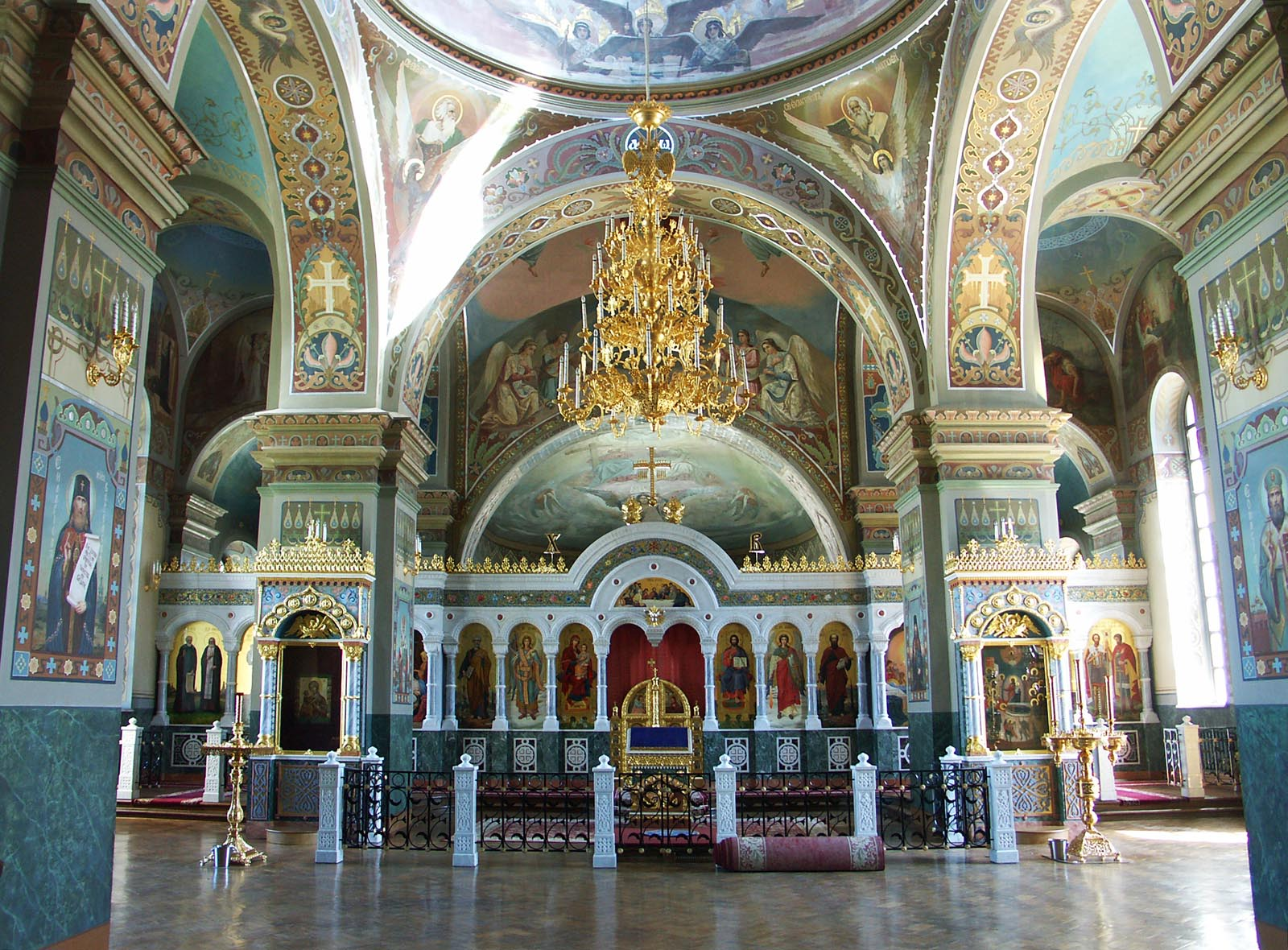
Interiér chrámu Zesnutí P. Marie (nám. Lenina)
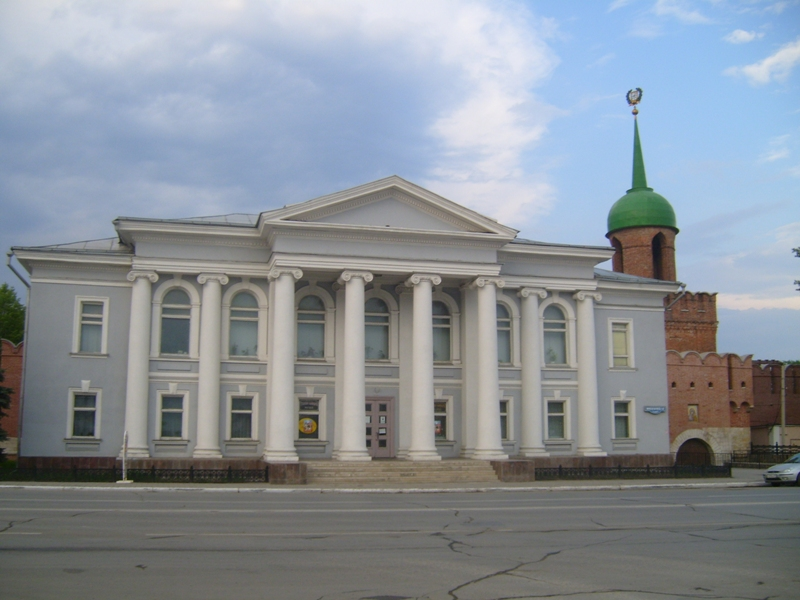
Muzeum samovarů před Kremlem (nám. Lenina)